# 2007年度環球小姐比賽
2007年環球小姐比賽是第55屆環球小姐比賽，在墨西哥首都墨西哥城舉行，有來自世界各地七十七位選手參加。墨西哥曾經在1978、1989和1993年舉辦過比賽，所以2007年是第四次在墨西哥舉行了。決賽日期為5月28日，最終由日本小姐森理世奪得后冠。
本屆首次派出選手參賽的國家為坦桑尼亞、黑山和塞爾維亞。選手退出比賽（包括取消資格）的國家或地區有開曼群島、智利、埃塞俄比亞、加納、冰島、愛爾蘭、拉脫維亞、納米比亞、北馬里亞納群島、斯里蘭卡、英國、聖馬丁島、聖文森格林納丁斯、瑞典、千里達多巴哥、土耳其、羅馬尼亞、台灣、英屬維爾京群島及辛巴威。

## 賽果
- 冠軍：森理世（日本）
- 亞軍：Natália Guimarães（巴西）
- 季軍：Ly Jonaitis（委內瑞拉）
- 第四名：李荷妮（韓國）
- 第五名：瑞秋史密斯 Rachel Smith（美國）

根據晚裝分數的排名決定了第六至十名名單：
- 第十名：Xiomara Blandino（尼加拉瓜）
- 第六名：Flaviana Matata（坦桑尼亞）
- 第七名：Micaela Reis（安哥拉）
- 第八名：Rosa Maria Ojeda（墨西哥）
- 第九名：Puja Gupta（印度）

根據泳裝環節決定了第十一至第十五名：
- 第十一名：Tjasa Kokalj（斯洛文尼亞）
- 第十二名：Lucie Hadasová（捷克共和國）
- 第十三名：Zaklina Sojic（丹麥）
- 第十四名：Farung Yuthithum（泰國）
- 第十五名：Lyudmila Bikmullina（烏克蘭）

- 友誼小姐（可稱親善小姐）：中國小姐張寧寧
- 網上投票的最上鏡小姐：菲律賓小姐

## 選手名單
| - 阿尔巴尼亚 - Sadina Alla - 安哥拉 - Micaela Reis - 安地卡及巴布達 - Stephanie Winter - 阿根廷 - Daniela Stucan - 阿鲁巴 - Carolina Raven - - Kimberley Busteed - 巴哈马 - Trinere Lynes - -Jewel Garner - 比利时 - Annelien Coorevits - - Maria Jeffery - 玻利维亚 - Jessica Jordan Burton - 巴西 - Natália Guimarães - 玻利维亚 - Gergana Kochanova - 加拿大 - Inga Skaya - 中国 - 張寧寧 - 哥伦比亚 - Eileen Roca - - Veronica Gonzalez - - Jelena Maros - - Naemi Monte - 賽普勒斯 - Polyvia Achilleos - 捷克 - Lucie Hadasová - 丹麦 - Zaklina Sojic - - Massiel Taveras - - Lugina Cabezas - 埃及 -Ehsan Hatem - 薩爾瓦多 - Lisette Rodriguez - 爱沙尼亚 - Viktoria Azovskaja - 芬兰 - Noora Hautakangas - 法國 - Rachel Legrain-Trapani - - Ana Giorgelashvili - 德国 - Angelina Glass - 希腊 - Doukissa Nomikou - - Alida Boer - - Meleesea Payne - - Wendy Salgado - 匈牙利 - Ildiko Bona - 印度 - Puja Gupta - 印度尼西亞 - Agni Pratistha Kuswardono - 以色列 - Sharon Kenett | - 美屬維爾京群島 - Renata Christian - 義大利 - Valentina Massi - 牙买加 - Zahra Redwood - 日本 - 森理世 - - Gauhar Rakhmetalieva - - 李荷妮 - 黎巴嫩 - Nadine Njeim - 马来西亚 - Adelaine Chin - 模里西斯 - Sandra Faro - 墨西哥 - Rosa Maria Ojeda - 蒙特內哥羅 - Snezana Buskovic - 新西兰 - Laural Barrett - 尼加拉瓜 - Xiomara Blandino - 奈及利亞 - Ebinabo Potts-Johnson - 挪威 - Kirby Ann Basken - 巴拿马 - Sorangel Matos Arce - 巴拉圭 - María José Maldonado Gómez - 秘魯 - Jimena Elías Roca - 菲律賓 - Anna Theresa Licaros - 波蘭 - Dorota Gawron - 波多黎各 - Uma Blasini - 俄羅斯 - Tatiana Kotova - 塞爾維亞 - Teodora Marcic - 新加坡 - Jessica Tan - 斯洛伐克 - Lucia Senášiová - 斯洛維尼亞 - Tjasa Kokalj - 南非 - Megan Coleman - 西班牙 - Natalia Zabala Arroyo - 圣卢西亚 - Yoanna Henry - 瑞士 - Christa Rigozzi - 坦桑尼亚 - Flaviana Matata - 泰國 - Farung Yuthithum - - Saneita Been - 乌克兰 - Lyudmila Bikmullina - 乌拉圭 - Giannina Silva - 美国 - Rachel Smith - 委內瑞拉 - Ly Jonaitis - 尚比亞 - Rosemary Chileshe |

## 重要記錄
- 坦桑尼亞小姐派出光頭選手，而上一次派出光頭選手是2001年的辛巴威小姐
- 尼日利亞小姐因護照問題遲到。而她有部分官方照取消拍攝。
- 這年度的比賽日期由4月30日開始，但希臘小姐選美在5月3日，所以希臘小姐也遲到，她在5月5日抵達墨西哥城。
- 斯里蘭卡小姐原訂是參加2007環球小姐，但後來更改了參加2007年國際小姐，進了前十五名，因此斯里蘭卡沒派代表參加。
- 由塞爾維亞和黑山在2006年分裂，所以選美會也分別派出了塞爾維亞小姐和黑山小姐。
- 牙買加小姐是首位佩帶假髮參賽的選手，同時也是牙買加小姐派出一位伊斯蘭教小姐。
- 危地馬拉小姐除了參加今年的環球小姐比賽，她也代表她的國家參加同年的世界小姐和國際小姐比賽。而她也是2001國際妙齡小姐亞軍。
- 秘魯小姐是2006年國際妙齡小姐亞軍。
- 伯利茲小姐的姐姐曾代表伯利茲參加1999年環球小姐比賽，但無名次。
而今年的伯利茲小姐也在8月得到另一個國際選美Miss Costa Maya International 2007。
- 玻利維亞小姐曾參加2006年地球小姐也入圍。
- 阿根廷小姐曾參加2000年世界小姐選美，而又參加2001年地球小姐選美得到第四名。
- 贊比亞小姐曾代表贊比亞參加2004年世界小姐選舉。
- 挪威小姐是菲律賓和挪威的混血兒，她在2006年代表菲律賓參加2006年度洲際小姐而入圍。
- 波蘭小姐參加了2007波羅的海小姐冠軍。
- 丹麥小姐是2007波羅的海小姐季軍。
- 哥斯達黎加小姐是2006的美洲小姐冠軍。
- 巴西小姐是2006洲際小姐的入圍選手，另外也是世界模特兒比賽冠軍，但在3月21日被取消。
- 安哥拉小姐、西班牙小姐、俄羅斯小姐、南非小姐、法國小姐、黎巴嫩小姐會參加2007年世界小姐比賽。
- 尼加拉瓜小姐和波多黎各小姐都參加2007國際旅遊小姐選美。
- 毛里裘斯派出了亞軍參加2007年環球小姐比賽，由於原冠軍僅16歲未合符年齡才派出亞軍。
- 中國小姐張寧寧只是中國環球小姐遼寧賽區的冠軍，由於中國總決賽跟環球小姐總決賽時間衝突才派出張寧寧出賽，因為她得到了親善小姐獎項。
- 黎巴嫩小姐名叫Nadine Njeim ，跟2005年環球小姐比賽的黎巴嫩小姐同名字。
可是她們是兩個人來的，巧合的相同名字。
- 美國小姐瑞秋．史密斯是2002年美國妙齡小姐的入圍選手。
- 這年度的民族服裝獎項沒有進行評分，而此獎項本來預定為墨西哥小姐，但最後取消了。
- 墨西哥小姐因在背後有一個圖案遭墨西哥市民反感，最後改成水果圖案。
- 厄瓜多爾小姐的民族服裝原有一支捕殺牛的矛，但遭環保人士反感而取消此物品的展示。

## 分數
上一次公開分數2002年，而2007年也再一次公開決賽分數。

| \| 國家 \| 泳裝 \| 晚裝 \| \| ---------- \| ----- \| ----- \| \| 日本 \| 9.599 \| 8.943 \| \| 巴西 \| 9.560 \| 9.599 \| \| 委內瑞拉 \| 8.971 \| 9.510 \| \| 韓國 \| 9.458 \| 9.183 \| \| 美國 \| 8.995 \| 8.754 \| \| 尼加拉瓜 \| 9.171 \| 8.674 \| \| 坦桑尼亞 \| 9.223 \| 8.488 \| \| 安哥拉 \| 9.150 \| 8.363 \| \| 墨西哥 \| 8.527 \| 7.850 \| \| 印度 \| 8.548 \| 7.825 \| \| 斯洛文尼亞 \| 8.163 \| \| \| 捷克共和國 \| 8.113 \| \| \| 丹麥 \| 7.969 \| \| \| 泰國 \| 7.940 \| \| \| 烏克蘭 \| 7.900 \| \| | 冠軍 亞軍 季軍 第四名 第五名 前十名選手 |       |
| 國家 | 泳裝                                    | 晚裝  |
| 日本 | 9.599                                   | 8.943 |
| 巴西 | 9.560                                   | 9.599 |
| 委內瑞拉 | 8.971                                   | 9.510 |
| 韓國 | 9.458                                   | 9.183 |
| 美國 | 8.995                                   | 8.754 |
| 尼加拉瓜 | 9.171                                   | 8.674 |
| 坦桑尼亞 | 9.223                                   | 8.488 |
| 安哥拉 | 9.150                                   | 8.363 |
| 墨西哥 | 8.527                                   | 7.850 |
| 印度 | 8.548                                   | 7.825 |
| 斯洛文尼亞 | 8.163                                   |       |
| 捷克共和國 | 8.113                                   |       |
| 丹麥 | 7.969                                   |       |
| 泰國 | 7.940                                   |       |
| 烏克蘭 | 7.900                                   |       |

## 評判
James Kyson Lee ，韓裔美國人， Heroes的演員 

Lindsay Clubine ，一擲千金美國版主持人

Dayanara Torres ，1993環球小姐

Christiane Martel，1953環球小姐

Mauricio Islas

Marc Bouwer 

Dave Navarro 

Tony Romo

關穎珊  ，90年代著名溜冰高手，華裔美國人